# Афанасий Брестский
Афана́сий Бре́стский (в миру носил фамилию или отчество Филиппо́вич; ок. 1595, Брестчина — 5 сентября [15 сентября] 1648) — священник Киевской митрополии, святой ряда православных церквей, известный общественно-религиозный деятель Речи Посполитой, публицист, писатель-полемист XVII века, композитор. Ярый противник решений Брестского собора 1596 года.
Является автором «Диариуша» («Діаріушъ, албо списокъ дѣевъ правдивыхъ») — одного из первых литературных произведений автобиографического жанра и единственной полемической автобиографии в белорусской литературе. Афанасий Филиппович считается одним из последних представителей православного направления в полемической литературе того времени, чьи произведения содержат интересные сведения по современной автору церковной истории белорусских земель.
Память Афанасия Брестского Русской православной церковью празднуется несколько раз в год: 5 (18) сентября (день смерти), 20 июля (2 августа) — в день обретения мощей, а также в день Собора Белорусских святых (3-е воскресенье по Пятидесятнице).

## Биография

### Ранние годы
Точных данных о жизни Афанасия Филипповича до 1627 года нет. Так, точная дата рождения Афанасия неизвестна; датировка колеблется между 1595 и 1600 годами. В свою очередь, исследователи Н. Петров и М. Жук в своей статье приводят в качестве даты рождения 1597 год, основываясь, в частности, на сообщении из «Диариуша» автора о пострижении его в монахи в 1627 году. Последнее в XVII веке по уставному правилу в православной церкви разрешалось лишь по достижении 30 лет. В качестве дополнительного довода авторы указывают на то, что службу при дворе шляхты в то время мог нести только человек старше двадцати лет. Согласно тому же «Диариушу», до 1620 года Филиппович имел уже такую должность.
Также неизвестно его место рождения. Считается, что Афанасий родился в западной части современной Беларуси: так, одни исследователи полагают, что он родился на Брестчине, другие — на Гродненщине. Впрочем, то, что Афанасий Филиппович был игуменом брестского Свято-Симеоновского монастыря, говорит о его происхождении из Брестчины, так как по церковным правилам XVII века такой большой пост, как настоятель монастыря, мог занимать, за редким исключением, только человек, родившийся на этой земле. Такое мнение подтверждают и строки из эпитафии на его смерть: «забитый // В Берестю Литовском, на своей отчизни». Также нет данных и о мирском имени Афанасия, как и о том, чем является имя «Филиппович» — отчеством или фамилией. А. А. Мельников считает последнее более вероятным, так как монашеское имя Афанасий несовместимо с отчеством, в то время как священник нередко называет себя «смиренным Афанасием Филипповичем». Подобное соединение духовного имени с фамильным было в обычае в то время. Согласно М. Петрову и Н. Жуку, в таких источниках, как «Исторические документы Минской губернии и Литовской православной епархии», довольно много лиц, относящихся ко дворянству и духовенству, носят фамилию «Филиппович».
Существуют две версии о социальном происхождении Афанасия Филипповича. Так, Костомаров Н. И. считал, что Афанасий Филиппович происходил из семьи бедного шляхтича, так как служил при дворе гетмана Льва Сапеги домашним учителем, что могли, по его мнению, только выходцы из шляхты. Этой же точки зрения придерживаются А. А. Мельников, А. А. Титовец, Н. Петров с М. Жуком и К. И. Тарасов, считавший, что человека без дворянского титула не пригласили бы в домашние учителя к «царевичу». С другой стороны, сам Афанасий в своём «Диариуше» подчёркивает, что он «нендзный человек, простак, гарбарчик». Исходя из этого, белорусский литературовед А. Ф. Коршунов считает, что Афанасий происходил из семьи городского ремесленника-кожевника (такую же возможность допускает и Мельников). Однако эти слова могли быть сказаны и в соответствии с убеждениями монаха, который, желая показать величие Бога и православной церкви и проявить свои подданнические настроения и уважение к королю, должен был подчёркивать свою «нэндзнасьць» («нищету», «нужду»).
В детстве Афанасий получил довольно хорошее образование, вероятно, в виленской братской школе при Свято-Духовом монастыре. Возможно, после окончания школы, желая продолжить образование, учился в Виленском иезуитском коллегиуме. Блестяще владел польским, латинским, греческим, церковнославянским языками. С молодости начал учительствовать «по науках церковно-русских», возможно, в домах православной и католической шляты.
С 1622 по 1627 год Афанасий Филиппович служил при дворе Льва Сапеги, который пригласил его в качестве домашнего учителя Яна Фаустина Лубы. Последний был представлен Афанасию как «Дмитрович», русский царевич Иоанн, который якобы являлся племянником русского царя Фёдора Иоанновича (1557—1598) и одновременно внуком Ивана IV Грозного от его сына Дмитрия и Марины Мнишек. Данный «Дмитрович» сам являлся сыном одного из самозванцев Лжедмитрия II, действовавшего в 1607—1610 годов. На самом деле Ян Фаустин был сыном Димитрия-Михаила Лубы, шляхтича с Подляшья, убитого в Москве при мятеже против ополчения Лжедмитрия I (иногда указывается Лжедмитрий II), и женщины Марии, умершей в заключении. По другой версии Дмитрий Луба был убит во время Московского похода, находясь в составе войск коронного гетмана Жолкевского. Афанасий сначала был уверен, что воспитывает наследника московского трона, и своё приглашение ко двору Сапеги рассматривал как акт победы православной церкви. По истечении некоторого времени Афанасий на основании ряда фактов догадался о происхождении «царевича» и болезненно переживал это.

### Принятие монашества
Вскоре Афанасий, «поняв ошибочность того света» («зрозумевши омыльность света того»), оставил службу при дворе канцлера и в 1627 году удалился в Виленский Свято-Духов монастырь, где был пострижен в монашество игуменом Иосифом (Бобриковичем). По благословению Иосифа (Бобриковича) Афанасий вскоре отправился на послушание в Кутеинский монастырь под Оршей, а потом — в Межигорский монастырь под Киевом. Именно упоминание в «Диариуше» межигорских игумена Комментария и священника Самоила Борецкого, брата Киевского митрополита Иова Борецкого, помогло точно датировать пребывание Афанасия в данном монастыре 1627-м годом. В 1632 году вернулся в Вильну, где был возведён в сан иеромонаха.
В 1633 году Афанасий Филиппович приехал в Пинский Дубойский монастырь, где стал наместником игумена монастыря Леонтия Шитика, и в течение трёх лет вёл упорную борьбу за монастырь, но в 1636 году стараниями Альбрехта Станислава Радзивилла, ярого сторонника католичества, православные были силой изгнаны из монастыря, а сама обитель со всеми её постройками и землями была отдана пинским иезуитам. Факт отнятия монастыря оказал сильное впечатление на Афанасия. В связи с этим Афанасий писал, «как, будучи в исступлении», видел на небе таинственные явления — «семь адских огней», а в пятом огне — «горячем гневе» («жаристом гневи») — трёх лиц: папского легата, короля Сигизмунда Вазу и канцлера Льва Сапегу. Афанасий, пытаясь удержать монастырь, составил жалобу Владиславу IV, где описал происшедшее, однако даже после того, как документ был подписан множеством православных, положительных сдвигов не состоялось.
После Афанасий переезжает в соседний Купятицкий Введенский монастырь к игумену монастыря Иллариону Денисовичу; здесь Филиппович находит друга в лице инока Макария Токаревского, который в 1637 году привозит от митрополита Петра (Могилы) универсал с разрешением на сбор ялмужны — пожертвований на восстановление Купятицкой монастырской церкви. В ноябре 1637 года по благословению игумена монастыря и совету братии Афанасий отправился на сбор данных пожертвований вместе со своим послушником Онисимом Волковицким. Вечером, за день до отъезда, Филиппович в своей келье услышал слова: «Царь Московский построет мне церковь! Иди до него!» Перед поездкой во время молений в церковном притворе Афанасий увидел в окошке икону Божией матери и услышал голос, сказавший, что она идёт с ним; также его посетило видение умершего перед этим диакона Неемии.
Под видом сбора милостыни Афанасий через Слуцк и Оршу отправился в Москву искать защиты православной веры у российского царя Михаила Фёдоровича. В Слуцке Филипповича встретила неожиданная проблема: он был лишён универсала архимандритом Самуилом Шитиком, так как не имел права собирать подаяния на территории, не относящейся к Луцкой епархии. После разрешения в конце января 1638 года данного конфликта Афанасий со своим спутником прибыл в Кутейно к игумену Иоилю Труцевичу. Последний имел связи в среде известного российского духовенства и тем самым мог оказать помощь монахам в переходе в Московию, граница с которой была под строгим надзором из-за беглых казаков. Получив рекомендательные письма («карточек сведных о себе»), Афанасий отправился в Копысь, Могилёв, Шклов. Следующей остановкой стал Кутеинский монастырь; здесь его наместник Иосиф Сурта дал совет Афанасию двигаться через Трубчевск. На пути в последний Филиппович со спутником ждал целый ряд неприятностей: проблемы с переправой через Днепр, ограбление и избиение на одном из постоялых дворов, и в конце концов в городе князь Трубецкой не выдал пропусков. Во время вынужденного возвращения Афанасий посетил Човский монастырь, откуда по совету одного из старцев направился в район Новгород-Северского, рассчитывая на помощь воеводы Петра Песечинского: в результате границу путешественник пересёк у села Шепелево. Вскоре на пути в Москву Филиппович поссорился со своим послушником, который перестал верить в успех их миссии.
По прибытии в Москву путешественники остановились в Замоскворечье, на Большой Ордынке. Так как попасть на приём к царю, не имея полномочий и документов о себе, было трудно, то здесь, в Москве, в первом своём публицистическом произведении, специальной реляции «История путешествия в Москву», составленной в марте 1638 года, он описал царю цели и историю своего нелёгкого путешествия (последнюю изложил в виде дневника). В реляции, написанной в своеобразной форме, с использованием оригинальных поэтических приёмов, было описано нелёгкое положение в Речи Посполитой православных жителей Беларуси и Украины и умолял заступиться за последних. Афанасий хотел убедить Михаила Фёдоровича начать войну с Речью Посполитой для защиты православной веры, ссылаясь на Богородицу, якобы сказавшую ему: «О Афанасий! Иди до царя Михаила и скажи ему: победи неприятелей наших, ибо уже время пришло». Кроме того, Афанасий советовал российскому правителю сделать изображение на хоругвях Купятицкой Божией Матери, чьё изображение вместе с запиской было передано царю. Также он сообщил царю Михаилу Фёдоровичу о подготовке Лжедмитрия. Принятый в Посольской избе, Филиппович, среди прочего, сообщает о подготовке самозванца. В цветоносное, Вербное воскресенье Афанасий, собрав щедрые пожертвования, покинул Москву и 16 (26) июня 1638 года вернулся в Вильну, а в июле уже вернулся в Купятицкий монастырь.

### Борьба за монастырь
В 1640 году в Купятицы поступило прошение от братии Свято-Симеоновского монастыря в Бресте, лишившейся настоятеля, благословить к ним игуменом либо Афанасия Филипповича, либо Макария Токаревского, и для данной должности был избран Афанасий. Тут в его жизни начался новый период: в Бресте Филиппович начинает вести активную борьбу с униатством. В целях защиты православных храмов от посягательств униатов Афанасием были обнаружены и занесены в городские книги магдебургии шесть документов XV века. Данные бумаги, относившиеся к брестскому Никольскому братству, объединявшему Свято-Симеоновский монастырь и монастырь Рождества Богородицы, давали право на юридическое оформление прав Рождество-Богородичного братства. С этой целью в сентябре 1641 года Афанасий приезжает на Варшавский вальный сейм, где 13 октября ему удаётся получить в королевской канцелярии привилей, который подтверждал прежние грамоты и права братчиков и давал разрешение на приобретение земли в Бресте для постройки братского дома. Однако канцлер Альбрехт Радзивилл и подканцлер Тризна отказались ратифицировать документ «даже за тридцать твёрдых талеров», ссылаясь на запрет папы римского распространять далее православную веру. Из опасений новых преследований православные епископы, собравшиеся на сейм, не смогли помочь Филипповичу.
В 1643 году Афанасий Филиппович вновь прибывает в Варшаву на очередной вальный сейм. Одновременно с диаконом Леонтием Божжем, приехавшим вместе с ним, он 10 марта 1643 года вошёл в сенат и посольский двор. Прервав судебное дело, на котором присутствовал польский король Владислав IV, он раздаёт королю и сенаторам списки на полотне Купятицкой иконы Божией Матери с надписью-предостережением, свидетельствующей об угнетении православных в Речи Посполитой (то же сделал диакон Божжа при посольском дворе). Афанасий требовал у короля прекращения гонения на православных и отмены унии, в противном случае угрожая Божьим Судом. На другой день король приказал выдать православным привилей.
За поступок Афанасия высшие церковные власти объявили его безумцем и потребовали явиться на суд, где обвинили в том, что он без их совета и разрешения рискнул явиться на сейм и выдвигать ультимативные условия от лица всей православной церкви. Позднее сам Филиппович отмечал: «Уже и сами отцы наши, старшие в вере православной, об умножении хвалы Божией не беспокоятся». Присутствовавшие на сейме православные иерархи и настоятели крупных монастырей боялись последствий резких высказываний и неординарного поведения Афанасия на сейме. Поэтому, согласно их распоряжению, преподобный был посажен под стражу вместе со своим соратником диаконом Леонтием в доме королевского привратника Яна Железовского на несколько недель — вплоть до окончания сейма. В ответ на это 25 марта (4 апреля) 1643 года, на празднование Благовещения Пресвятой Богородицы, Афанасий бежал из заточения в одних клобуке и параманде, и, выдавая себя за юродивого и выкачавшись в грязи, он, ударяя себя посохом, в таком виде бегал по всей Варшаве, крича: «Беда проклятым и неверным! Vae maledictus et infidelibus!»
Вскоре Афанасий снова был заключён под стражу, а после разъезда сейма — предан церковному суду. Было принято решение временно лишить его иерейского и игуменского сана («сужоный, декретованый, с презвитерства и игуменства деградованый»); Филиппович был отправлен в Киев на окончательное разбирательство консистории. Во время заключения, в ожидании приезда правительственного обвинителя, он написал на латыни «Объяснительную записку суду духовной консистории». Суд под председательством ректора Киево-Могилянской академии Иннокентия Гизеля постановил, что Афанасий искупил свой проступок заключением и что, таким образом, Афанасию должна быть дарована свобода и возвращён сан священника. Это решение было утверждено киевским митрополитом Петром Могилой, который 20 июня направил Афанасия настоятелем в Свято-Симеоновской монастырь, передав послание, в котором советовалось быть более сдержанным в делах такого рода.

### Повторный арест и публицистическая деятельность
По возвращении в монастырь Афанасий прожил «в покое время немалое», продолжив затем ходатайствовать о поддержке для брестского братства. В 1644 году Филиппович, надеясь в вопросе об охранной грамоте на помощь новогрудского воеводы Николая Сапеги, патрона Свято-Симеонова монастыря, отправился в Краков, собирая по пути пожертвования для церкви. Однако обращение в итоге оказалось безрезультатным, и Филиппович обратился к московскому послу князю Львову, который расследовал дела о самозванцах. Во время встречи Афанасий рассказал послу и о своём путешествии в Москву, и о многих фактах из жизни Я. Ф. Лубы, передав, среди прочего, одно из последних его посланий, предоставив тем самым послу вещественные доказательства, необходимые для возбуждения судебного дела.
Афанасий был вызван из Кракова в Варшаву письмом варшавского юриста Зычевского, сообщавшим ему 3 мая 1644 года, что его стараниями грамота, данная Филипповичем для заверения у канцлера, обеспечена всеми необходимыми печатями. Юрист требовал выкупить привилей за шесть тысяч злотых, однако, приехав в Варшаву, Афанасий обнаружил, что его привилей не внесён в королевскую метрику и не имеет законной силы, и отказался его выкупать. Вернувшись в Брест, Афанасий заказал в местном бернардинском монастыре копию Купятицкой иконы Божией Матери и разместил её в своей келье. Вдохновлённый иконой, Филиппович в рамках подготовки к сейму 1645 года взялся за составление новой публичной жалобы, создав несколько десятков рукописных копий «Истории путешествия в Москву» с изображением Купятицкой иконы.
Однако за несколько недель до сейма летом 1645 года в Бресте Афанасий был арестован как «государственный преступник» и отправлен под конвоем в Варшаву; здесь он должен был оставаться заложником за забранного в Москву Я. Ф. Лубу. О ежедневных допросах и пытках свидетельствует письмо некоего Михаила. Просьбы об освобождении не имели результата, несмотря на то, что прошениями посла Гавриила Стемпковского 23 июля Луба был отпущен. Находясь в заключении около полугода, Афанасий написал ряд произведений: «Новины» (с собственным духовным стихом, положенным на собственную музыку), «Фундамент непорядку костела рымского», «Приготоване на суд», «Порада побожная», «О фундаменте церковном», «Суплика третья» («Суплика III») (была подана сторонником Афанасия в карету короля при его выезде), в которых изложил свои взгляды на историю Брестской унии и показал её пагубу для православия и самого государства Речи Посполитой. Тогда же им была составлена «Правда», адресованная Владиславу IV и поданная ему 29 июня 1645 года, где предлагал конкретные пути примирения католичества и православия, а также улучшения жизни в государстве. В первую очередь Афанасий советовал избавиться от влияния иезуитов, обраться через письма к пяти патриархам Восточной церкви и на соборе вернуть законные права православия в Великом княжестве Литовском. Также в произведениях, написанных им в период нахождения в варшавской тюрьме и адресованных королю, содержится критика современных ему церковных иерархов и светских магнатов, а также предложения возрождения православной церкви и заключения союза с Россией. При этом свой арест Филиппович считал политической акцией и местью за его борьбу за оборону православия.
Не поддавшись на провокации с побегом из тюрьмы, Афанасий дожидался своего освобождения, особенно после распространения слуха о том, что король хочет с ним лично встретиться. Слухи, однако, не оправдались, но уже 3 ноября (13 ноября) 1645 года согласно повелению королевского универсала Филиппович в сопровождении конвоя был отправлен в Киев под надзор митрополита Киевского Петра (Могилы), который оставил Филипповича в Киево-Печерской лавре. Именно здесь в 1646 году Афанасием был создан «Диариуш» в том виде, в котором был впоследствии опубликован: все свои сочинения автор свёл в один труд, снабдив ранние произведения комментариями. Затем Филиппович передал сочинение Петру (Могиле) с надеждой на освобождение, но последняя не оправдалась.
14 сентября 1646 года в Печерской монастырской церкви Афанасий выступил в образе юродивого, чтобы напомнить о своей невиновности. Объяснение этим действиям он изложил в своей последней статье — «Причины поступку моего таковые в церкви святой Печаро-Киевской чудотворной на Воздвижение Честного Креста року 1646».

### Третий арест и убийство
После смерти митрополита Петра (Могилы) 1 января 1647 года Луцкий иерарх Афанасий Пузына, приехавший на погребение митрополита, забрал при отъезде с собой Филипповича и после просьб братии разрешил ему вернуться в Брест, в монастырь. В связи с восстанием Хмельницкого в 1648 году против православных поднялась новая волна гонений. По доносу капитана королевской гвардии Шумского субботним днём 1 июля (10 июля) 1648 год А. Филиппович был арестован сразу после Божественной литургии в храме Рождества Богородицы по обвинению в сотрудничестве с Богданом Хмельницким, за «посылание каких-то писем и пороха казакам». В ответ на обвинения Афанасий потребовал свидетельств мытников: «Пусть они признают, если я когда-нибудь куда-то порох поставлял. А страницы писем, пусть мне тут доказательство какое-нибудь на это покажут, что их посылал, как рассказывает». Вскоре в брестском монастыре был проведён обыск, который, однако, не дал положительных результатов.
Тогда в вину Филипповичу поставили то, что «унию святую хулил и проклинал». В ответ на последнее обвинение Афанасий отвечал: «Проклята теперешняя ваша уния. И знайте о том наверняка, если её из панства своего не выкорчуете, а православную церковь восточную не успокоите, гнев божий над собой наживёте». Судьи постановили, что Филиппович заслуживает смертной казни, однако для последней требовалось окончательная санкция из Варшавы. Афанасия временно заковали в колодки и бросили в цейхгауз. В ночь на 5 сентября, вскоре после того, как Афанасий подтвердил проклятие унии перед приехавшими луцким бискупом Гембицким и канцлером Альбрехтом Радзивиллом, ему в камеру прислали студента-иезуита, однако и попытки последнего склонить Афанасия на свою сторону не увенчались успехом. Вскоре Филипповича, предварительно сняв с него колодки, привели к брестскому воеводе А. Масальскому, который, не желая брать его к себе, сказал: «Зачем вы ко мне его привели? Он уже в ваших руках — так что делайте с ним, что хотите!» Затем А. Филипповича из обоза воеводы вывели в бор возле деревни Гершановичы и после пыток («там его сперва пытали огнём. И говорили — мушкет набили двумя пулями… И могилу, говорили, приготовили») солдаты брестского воеводы убили священника. По свидетельствам очевидцев, ранен двумя пулями в лоб навылет, какое-то время стоял, прислонившись к сосне, пока не был спихнут в вырытую могилу. Перед смертью не отказался от своих слов: «Что я уже говорил, то говорил, и с тем умираю».
Лишь через восемь месяцев, 1 мая 1649 года, некий мальчик показал монахам, где была могила игумена. 7 мая 1649 года с разрешения полковника Фелициана Тышкевича иноки перенесли его в свой монастырь и с почестями похоронили в склепике на правом клиросе в храме святого Симеона Столпника.

## Личность и взгляды
Лейтмотивом жизни Афанасия Филипповича стала борьба с унией и за объединение православных народов. Так, будучи ярым противником решений Брестского собора 1596 года, Афанасий считал, что обострение социальных и религиозных противоречий в государстве стало непосредственным проявлением последствий унии, которая затронула как светскую, так и духовную жизнь населения, привела к нарушениям общепринятых законов и попиранию прав народа.
Будучи, таким образом, главной причиной разногласий в обществе и, по мнению автора, навязанной народу (а значит и незаконной), уния должна быть уничтожена. Однако в произведениях Филипповича не содержится призыва к насилию: автор, будучи хорошо подготовлен юридически, старается действовать в рамках правовой системы Речи Посполитой. Так, отлично знающий историю православной церкви вкупе с правовой базой, регулирующей её деятельность в государстве, он аргументированно выстраивает свои обвинения. Кроме того, рассматривая унию и её предысторию, Афанасий привлекает и цитаты из исторических хроник. По мнению мыслителя, необходимыми условиями возвращения мира в общество Речи Посполитой являются справедливость и неприкосновенность законных духовных интересов православных жителей. Всей полнотой законодательной власти должен обладать не кто иной, как король: именно последний сможет вернуть согласие в общество. Остальные же органы власти — сенат, синод и сейм — должны обладать лишь совещательной функцией, иначе шляхетская анархия в государстве продолжится. При этом светская власть должна претендовать лишь на земной мир, в то время как духовный остаётся ей неподвластным, в том числе и папе римскому.
От прочих антиуниатских писателей-полемистов Филипповича отличало то, что в своих произведениях он старался не затрагивать церковно-догматического богословия. Данная особенность его творчества была основана на убеждении в том, что в основе стремления и польских феодалов, и католической церкви, заручившихся поддержкой некоторых православных иерархов, унифицировать оба вероисповедания лежали политические мотивы, а отнюдь не религиозные. Результатом стали не только критика униатской и католической церквей, но и обличение правящих шляхетско-магнатских кругов Речи Посполитой.
В свою очередь, в произведениях, написанных Афанасием Филипповичем в варшавской тюрьме, отразилась его упорная борьба за «грунтовное успокоение православного вероисповедания», за нормализацию отношений с Россией. Укрепление последних он обосновывал «волей Божией» и выступал против войны с этим государством.

## Творчество
Афанасий Брестский является автором «Диариуша» («Діаріушъ, албо списокъ дѣевъ правдивыхъ») — одного из первых литературных произведений автобиографического жанра и единственной полемической автобиографии в белорусской литературе.
В «Диариуше», ставшем одной из первых литературных произведений автобиографического жанра и единственной полемической автобиографией в белорусской литературе, была объединена в одно целое вся публицистика автора (его дорожные и объяснительные записки, дневники, автобиографический очерк, различные легенды и мистические видения, послания и письма Афанасия, его обличительные речи, конспективные наброски отдельных статей, философско-богословские трактаты, стихи о борьбе), а также был размещён напев гимноподобного канта. Последний представляет собой одну из наиболее ранних нотных записей в белорусской музыке, при этом сам напев записан киевской пятилинейной нотацией.
В число особенностей, позволяющих назвать «Диариуш» одним из ярких памятников полемической литературы XVII века, входят его идейная насыщенность, разнообразные и колоритные стилистические оттенки, богатство как повествовательных средств, так и художественных приёмов. Среди прочего, в этом произведении автором были отражены некоторые стороны борьбы белорусского народа за свои права и культуру, а также обычаи и традиции того времени. Сам автор считает, что его произведение сохранит актуальность и позже, «у потомные часы».
Язык произведения — «сочный, красивый, милозвучный, язык белоруса, белоруса высокообразованного» (бел. сакавітая, прыгожая, мілагучная, мова беларуса, беларуса высокаадукаванага).
Сохранилось два списка «Диаруша» — один в составе Толковой Псалтири, принадлежавшей митрополиту Димитрию Ростовскому (хранится в ГИМ), и менее полный список позднего происхождения из собрания РНБ.

## Почитание
Афанасий Филиппович был признан святым вскоре после своей смерти (между 1658 и 1666 годами). Уже 5 января 1658 года Киево-Печерский архимандрит Иннокентий Гизель и настоятель Лещинского монастыря игумен Иосиф Нелюбович-Тукальский сообщили царю Алексею Михайловичу, что над мощами Афанасия якобы неоднократно замечался чудесный свет. Вскоре в народе были сложены сказание о гибели Филипповича и церковное песнопение в его честь; 30 августа 1819 года архимандритом Маркианом были написаны кондак и тропарь святому. Время установления официального празднования святому неизвестно, однако Афанасия Брестского именует преподобным мучеником, причисленным к лику киевских святых, ещё святитель Георгий Конисский в своей «Истории об унии».
20 июля 1666 года мощи преподобномученика Афанасия были открыты. По этому поводу в Бресте было составлено «Житие» святого на польском языке, в котором игумен Афанасий называется «святым и преподобномучеником». В 1805 году в Киевской духовной академии «Житие» было переведено на русский язык. Глава святого Афанасия по приказу императора Петра I была перенесена в Санкт-Петербург. Сохранился также документ, рассказывающий о смерти Афанасия: «О смерти славной памяти небожчика отца Афанасіа Филиповича, ігумена берестейского православного, повесть през послушников его списана, року 1648 сталой, под час безкрулевья».
8 сентября 1815 года в результате пожара в Симеоновской церкви медная рака с мощами святого Афанасия расплавилась. После обнаружения на следующий день частиц мощей священник Самуил Лисовский положил их на оловянное блюдце под алтарём монастырской трапезной церкви. В 1823 году, когда состоялось принятие церковного имущества новым настоятелем Автономом, их подлинность засвидетельствовали присяжными показаниями семь жителей Бреста: они входили в число тех, кто участвовал после пожара в собирании частиц мощей. Вскоре по просьбе Автонома от Минского архиепископа Анатолия поступило распоряжение: «положить мощи в ковчег и хранить оные в церкви с благоприличием».
В ноябре 1856 года был засвидетельствован факт исцеления 10-летнего сына помещика Поливанова, вынужденного остановиться в Бресте из-за болезни ребёнка, у ковчега с мощами преподобного Афанасия, приписанный действию молитв ко святому. В 1857 году в благодарность за исцеление сына помещик пожертвовал для мощей драгоценный серебряный позолоченный ковчег (в 1894 году над ним была создана сень с изображением святого). После закрытия монастыря ковчег был перевезён в Антирелигиозный музей искусств, расположенный в Донском монастыре, а оттуда в 1935 году поступил в Государственный исторический музей России. К 14 мая 1860 года относится факт исцеления смертельно больного протоиерея Василия Соловьевича.
26 сентября 1893 года в Гродненском Борисоглебском монастыре был воздвигнут храм во имя святого преподобномученика святого Афанасия Брестского (до наших дней не сохранился). На рубеже XIX—XX веков в деревне Аркадия под Брестом (сейчас территория города) в память об Афанасии Брестском, недалеко от места его гибели, была возведена деревянная каплица — Свято-Афанасьевская церковь со звонницей на главном фасаде. Возведённая из соснового бруса на каменном цоколе и представляющая собой памятник народного деревянного зодчества с чертами русского стиля, церковь в 1998 году была обновлена силами прихожан; входит в Государственный список историко-культурных ценностей Республики Беларусь (категория № 3). Здесь же в 1996 году по благословению Священного Синода Русской православной церкви был основан Свято-Афанасьевский монастырь, в состав которого входит вышеназванная церковь.
Осенью 1893 года частица его святых мощей была перенесена в Леснинский женский монастырь в Польше. В конце Второй мировой войны монастырь (вместе с святыми мощами) переехал сначала в Сербию, а затем во Францию. В 1995 году часть мощей была привезена в Беларусь и передана в брестские Свято-Симеоновский собор, Свято-Афанасьевскую церковь и Свято-Николаевский храм.
С 1996 года Афанасий является святым покровителем Люблинской и Холмской епархии Польской православной церкви.
16—18 сентября 1996 года в Бресте прошли торжественные мероприятия в честь преподобного великомученика Афанасия Филипповича; была проведена церковно-научная конференция, открыл которую Патриарший Экзарх всея Беларуси Митрополит Минский и Слуцкий Филарет (Вахромеев).
В 2006 году в Бресте на проспекте Машерова возле Свято-Симеоновского собора был воздвигнут памятник «небесному заступнику» преподобномученику Афанасию Брестскому работы скульптора Олеси Гурщенковой.

## Комментарии
1. ↑  Иногда в качестве даты начала службы у Льва Сапеги называется 1620 год. См: Асветнікі зямлі Беларускай, X — пачатак XX ст. / Рэдкал.: Г. П. Пашкоў (гал. рэд.) і інш. — Минск: БелЭн, 2001. — С. 450. — 496 с. — ISBN 985-11-0205-9.; Козел А. А. Философская мысль Беларуси. — Минск: Амалфея, 2004. — С. 155. — 352 с. — ISBN 985-441-332-2..
2. ↑  В оригинале — «как в захвиценю котором будучи».
3. ↑  В оригинале — «седм огнов пекелных».
4. ↑  В оригинале — «Юж-юж и сами отцеве наши старшии в вере православной о помноженю хвалы бозское не дбают».
5. ↑  Иногда указывается 1644 год (см.: Цітавец А. А. Афанасій Брэсцкі // Рэлігія і царква на Беларусі: Энцыкл. давед. / рэдкал.: Г. П. Пашкоў і інш. — Минск: БелЭн, 2001. — С. 26. — 368 с. — ISBN 985-11-0220-2.), октябрь (см. : Асветнікі зямлі Беларускай, X — пачатак XX ст. / Рэдкал.: Г. П. Пашкоў (гал. рэд.) і інш. — Минск: БелЭн, 2001. — 496 с. — ISBN 985-11-0205-9.) или ноябрь этого года (см.: Козел А. А. Философская мысль Беларуси. — Минск: Амалфея, 2004. — С. 158. — 352 с. — ISBN 985-441-332-2.).
6. ↑  В оригинале — «посылане якихсь листов и порох до козаков».
7. ↑  В оригинале — «Нехай они признают, если я коли колвек куды порохи проводил. А стороны листов, нехай ми тут довод який на тое покажет, абым их посылал, яко поведает».
8. ↑  В оригинале — «унею святую ганил и проклинал».
9. ↑  В оригинале — «Проклятая есть теперешняя унея ваша. И ведайте о том запевне, если еи з панства своего не выкорените, а православной церкви всходней не успокоите, гневу божого над собою заживете».
10. ↑  В оригинале — «По що-сте его до мене привели? Маете юж в руках своих, чините ж собе з ним що хощете!».
11. ↑  В оригинале — «там его напрод пекли огнём. И казали — мушкет набили двова кулями … И дол казали наготовили».
12. ↑  В оригинале — «щомъ южъ реклъ, томъ реклъ и зъ тымъ умираю».
13. ↑  Иногда указывается рядом расположенная деревня Гершоны, также включённая в 2006 году в состав Бреста. См.: Цітавец А. А. Афанасій Брэсцкі // Рэлігія і царква на Беларусі: Энцыкл. давед. / рэдкал.: Г. П. Пашкоў і інш. — Минск: БелЭн, 2001. — С. 26. — 368 с. — ISBN 985-11-0220-2.; Кулагін А. М. Праваслаўныя храмы на Беларусі : энцыклапедычны даведнік. — Минск: БелЭн, 2001. — С. 311. — 328 с. — ISBN 985-11-0190-7..